# Alto Río Mayo
Alto Río Mayo est une localité rurale argentine située dans le département de Río Senguer, dans la province de Chubut. Elle est située sur la route provinciale 74 (ex route nationale 26), à 27 km de la frontière avec le Chili.
La localité est située à 583 mètres d'altitude, près du croisement du ruisseau Ñirhuao avec le río Mayo. La plupart des habitants de la ville sont des immigrants chiliens.

## Toponymie
La localité porte le nom de Gregorio Mayo, membre de l'expédition Los Rifleros del Chubut de 1884, qui avait pour but de reconnaître les terres occidentales du territoire national de Chubut.

## Histoire
La ville était le chef du département de Alto Río Mayo, aujourd'hui disparu, correspondant à la zone militaire de Comodoro Rivadavia, créée en 1944 et disparue en 1955.